# マサエシュリ
マサエシュリ (英語:Masaesyli)とは、西ヌミディアのベルベル人の部族の一つである。紀元前3世紀迄は階級国家形成に至らず，部族連合状態にあった。

## 第二次ポエニ戦争
東ヌミディアのマシュリと敵対していた。第二次ポエニ戦争では当初シュファクスの指揮の下共和制ローマ側の陣営に付き、マシニッサ率いるマシュリと対立した。然し、マシニッサが全てのヌミディア人が同盟を組み共和制ローマに敵対する様呼びかける恐れがあると分かった時、シュファクスは妻であるソフォニスバの助言もありカルタゴに寝返る決意をした。だが結果ザマの戦いで大敗し、俘虜として余生をローマで過ごした。なお、マシュリはマサエシュリに併合された。